# Simphiwe Mpungose
Simphiwe Mpungose (ur. 23 maja 1981) – południowoafrykańska zapaśniczka walcząca w stylu wolnym. Srebrna medalistka igrzysk afrykańskich w 1999. Trzecia na mistrzostwach Afryki w 2001 roku.